# Dubiaranea colombiana
Dubiaranea colombiana là một loài nhện trong họ Linyphiidae. Loài này được phát hiện ở Colombia.